# Henrik Eriksson (längdåkare)
Pär Henrik Eriksson, född 1 januari 1974, är en svensk före detta längdskidåkare som tävlade för IFK Mora.
Han tävlade på elitnivå mellan 1994 och 2006. Henrik Eriksson deltog flera gånger i Vasaloppet och stod som slutsegrare år 2001. 2002 slutade han nia. 2004 gick han i mål som tionde åkare.
Efter elitkarriären har Eriksson agerat åkande reporter från tätklungan i Vasaloppet.

### Fotnoter
1. ↑  ”Vasaloppet”. Vasaloppet. Arkiverad från originalet den 3 december 2013. https://web.archive.org/web/20131203033229/http://www.vasaloppet.se/wps/wcm/connect/989fe080449c33e79e4cff27c64f5ec4/segrare_Vasaloppet_sv3bcd.pdf?MOD=AJPERES. Läst 29 november 2013.